# 井川町岡野前
井川町岡野前（いかわちょうおかのまえ）は、徳島県三好市の町名。郵便番号は779-4802。

## 地理
三好市の北東部に位置。南は井川町井内西、西は井川町野津後、北は井川町御領田、東は井川町辻・井川町井関にそれぞれ接する。

### 河川
- 井内谷川

## 歴史
- 2006年（平成18年）3月1日 - 三好郡井川町が三野町・池田町・山城町・東祖谷山村・西祖谷山村と合併して三好市が発足し、現在の町名となる。

## 世帯数と人口
2021年（令和3年）11月30日現在の世帯数と人口は以下の通りである。
| 町丁         | 世帯数 | 人口 |
| ------------ | ------ | ---- |
| 井川町岡野前 | 32世帯 | 63人 |

## 施設
- 三好市井川ふるさと交流センター

## 交通

### 鉄道
- 最寄駅はJR土讃線の辻駅。

### 道路
国道
- 国道192号

都道府県道
- 徳島県道140号大利辻線